# Mas Català del Candell
El Mas Català del Candell és una obra de Rupià (Baix Empordà) protegida com a Bé Cultural d'Interès Local.

## Descripció
Edifici de planta rectangular, consta de planta baixa, primer pis i algun nivell de segon pis, ja que la volumetria és variant. Té la coberta a dues vessants. Hi ha una construcció aïllada que correspon a un antic paller del mas, manté l'estructura i els revestiments originals.

## Història
Podem veure diferents inscripcions a les llindes amb les dates següents: 1629 i 1731.